# Ramón Cáceres
Ramón Cáceres (ur. 1868, zm. 1911) – proamerykański polityk dominikański.
Przywódca spiskowców, którzy w 1899 zamordowali dyktatora Ulisesa Heureauxa, od 1899 do 1902 członek rządu, od 1904 do 1906 wiceprezydent, od 1906 prezydent Dominikany. Zginął w zamachu zorganizowanym przez przeciwników politycznych.